# Pronephrium
Pronephrium, rod papratnica iz porodice Thelypteridaceae, dio reda osladolike.. Postoji 40 vrsta (i 3 hibridne) rasprostranjenih po tropskoj Aziji, nešto na Madagaskaru, Australiji i Pacifiku.

## Vrste
1. Pronephrium affine (Blume) C.Presl
2. Pronephrium amboinense (Willd.) Holttum
3. Pronephrium amphitrichum Holttum
4. Pronephrium aoristisorum (Harr.) S.E.Fawc. & A.R.Sm.
5. Pronephrium aquatiloides (Copel.) Holttum
6. Pronephrium borneense (Hook.) Holttum
7. Pronephrium camarinense (Holttum) S.E.Fawc. & A.R.Sm.
8. Pronephrium celebicum (Baker) Holttum
9. Pronephrium clemensiae (Copel.) Holttum
10. Pronephrium euryphyllum (Rosenst.) Holttum
11. Pronephrium exsculptum (Baker) Holttum
12. Pronephrium fidelei Rakotondr.
13. Pronephrium firmulum (Baker) Holttum
14. Pronephrium giluwense Holttum
15. Pronephrium granulosum (C. Presl) Holttum
16. Pronephrium hewittii (Copel.) Holttum
17. Pronephrium hosei (Baker) Holttum
18. Pronephrium inaequilobatum (Holttum) S.E.Fawc. & A.R.Sm.
19. Pronephrium kjellbergii Holttum
20. Pronephrium lineatum (Blume) C.Presl
21. Pronephrium manuselense M. Kato
22. Pronephrium marojejyensis Rakotondr.
23. Pronephrium menisciicarpon (Blume) Holttum
24. Pronephrium merrillii (Christ) Holttum
25. Pronephrium millarae Holttum
26. Pronephrium minahassae Holttum
27. Pronephrium moniliforme (Tagawa & K.Iwats.) Holttum
28. Pronephrium murkelense (M. Kato) S.E.Fawc. & A.R.Sm.
29. Pronephrium nervosum (Fee) S.E.Fawc. & A.R.Sm.
30. Pronephrium palauense (Hosok.) Holttum
31. Pronephrium peltatum (Alderw.) Holttum
32. Pronephrium peramalense Holttum
33. Pronephrium philippinum (C. Presl) S.E.Fawc. & A.R.Sm.
34. Pronephrium rhombeum (Christ) Holttum
35. Pronephrium samarense (Copel.) Holttum
36. Pronephrium simillimum (C.Chr.) Holttum
37. Pronephrium solsonicum Holttum
38. Pronephrium thysanoides Holttum
39. Pronephrium trachyphyllum Holttum
40. Pronephrium xiphioides (Christ) Holttum
41. Pronephrium ×interruptum Holttum
42. Pronephrium ×liukiuense (Christ) Nakaike
43. Pronephrium ×occultum (C.Hope) comb. ined.

## Sinonimi
- Pronephrium subgen.Menisciopsis Holttum
- Thelypteris subgen.Dimorphopteris K.Iwats.
- Dimorphopteris Tagawa & K.Iwats.
- Thelypteris subgen.Haplodictyum K.Iwats.
- Haplodictyum C.Presl
- Nannothelypteris Holttum